# Distrito de Cochas (Concepción)
El Distrito de Cochas es uno de los quince distritos que conforman la Provincia de Concepción del departamento de Junín, bajo la administración del  Gobierno Regional de Junín, en centro del Perú. 
Desde el punto de vista jerárquico de la Iglesia católica forma parte de la Arquidiócesis de Huancayo.

## Historia
El distrito fue creado mediante Ley del 7 de abril de 1954, en el gobierno del Presidente Manuel A. Odría.

## Geografía
Tiene una superficie de 165,05 km².

## Capital
La capital del distrito es la localidad de Cochas

## Autoridades

### Municipales
- 2019-2022[2]
  - Alcalde: williams Maravi lizarraga

### Policiales
- Comisario:  PNP o también se encuentran las juntas vecinales que ayudan a combatir la delincuencia.

### Religiosas
- Arquidiócesis de Huancayo[3]
  - Arzobispo: Mons. Pedro Barrego Jimeno, SJ.
- Parroquia 
  - Párroco: Prb. .